# Messier 25
Messier 25 (Messierobjekt 25) är en öppen stjärnhop belägen i stjärnbilden skytten och ligger omkring fem grader norr om Messier 22. Den är vidsträckt med en vidd på ungefär en halv grad, och är väl synlig för blotta ögat. Den första registrerade observationen av stjärnhopen gjordes av Jean-Philippe de Cheséaux 1745 och den inkluderades i Charles Messiers lista över oklara objekt 1764.

## Egenskaper
Messier 25 ligger på ett avstånd av ca 2 000 ljusår från jorden och är 67,6 miljoner år gammal. Den rumsliga dimensionen av stjärnhopen är omkring 13 ljusår rakt över. Den har en uppskattad massa på 1 937 solmassor, varav ca 24 procent är interstellär materia. Nära stjärnhopens centrum ligger den gulaktiga cepheidvariabeln, U Sagittarii som varierar mellan magnitud 6,3 och 7,6 med en period på 6,75 dygn. I hopen ingår också två röda jättar, varav en är en dubbelstjärna.